# Carlo Trappolino
Carlo Emanuele Trappolino (Orvieto, 26 giugno 1977) è un politico italiano.

## Biografia
Nato a Orvieto il 26 giugno 1977. Laureato in Lettere e Filosofia alla Sapienza di Roma.
È stato eletto deputato, per la prima volta, nel 2008 nella Circoscrizione XIII Umbria, componente della XIII Commissione Agricoltura.
Cessato il mandato da parlamentare il 5 novembre del 2013 viene eletto ,con il 94% dei consensi, segretario provinciale del Partito Democratico di Terni.
Attualmente è membro della commissione di garanzia nazionale del Partito Democratico.